# Кромвель, Бриджит
Бри́джит Кро́мвель (англ. Bridget Cromwell; 1624—1662) — дочь Оливера Кромвеля.

## Биография
Родилась в 1624 году в Англии.
Бриджит Кромвель стала заметной фигурой в 1646 году, когда вышла замуж за Генри Айртона, который был близким другом её отца, произведённым им в генерал-майоры. В 1651 году они отправились в Ирландию, куда Генри последовал за протектором в ирландскую экспедицию. Бриджит находилась в Англии, когда до неё дошло известие о смерти мужа в Лимерике 26 ноября 1651 года.
В 1652 году она вышла замуж за другого друга своего отца — генерала Чарльза Флитвуда. Как и её первый муж, он был отправлен в Ирландию, чтобы возглавить армию. На этот раз Бриджит уехала в Ирландию на гораздо более длительный срок и пробыла там с 1652 по 1655 год.
После Реставрации жила в Лондоне. Муж Бриджит был вскоре лишён возможности дальнейшего руководства армией и государственной должности.
Умерла в 1662 году в Англии. Была похоронена в монастыре Blackfriars London в Лондоне.
Одна из её дочерей Бриджит Бендиш была замужем за сэром Томасом Бендишем, 2-м баронетом, английским послом в Османском султанате.
Портрет Бриджит Кромвель, написанный Корнелисом Янсенс ван Кёленом в настоящее время находится в загородном доме Чекерс-Корт.